# 紀美野町
紀美野町（日语：／ Kimino chō */?）是位於和歌山縣北部的行政區劃。轄區主要位於貴志川及其支流真國川的山谷區域內。

## 人口
| 紀美野町人口分布圖 |                                                 |  |
| 紀美野町與日本全國年齡別人口分布比較圖 （2005年資料） | 紀美野町的年齡、男女別人口分布圖 （2005年資料） |  |
| ■紫色是紀美野町 ■綠色是全国 | ■藍色是男性 ■紅色是女性                         |  |
| 紀美野町人口變化 \| 1970年 \| 16,148人 \| \| \| 1975年 \| 15,687人 \| \| \| 1980年 \| 15,625人 \| \| \| 1985年 \| 15,037人 \| \| \| 1990年 \| 14,215人 \| \| \| 1995年 \| 13,378人 \| \| \| 2000年 \| 12,387人 \| \| \| 2005年 \| 11,643人 \| \| \| 2010年 \| 10,391人 \| \| \| 2015年 \| 9,206人 \| \| \| 2020年 \| 8,256人 \| \| |                                                 |  |
| 資料來源：日本總務省統計中心提供之人口普查數據 |                                                 |  |
| 1970年 | 16,148人                                        |  |
| 1975年 | 15,687人                                        |  |
| 1980年 | 15,625人                                        |  |
| 1985年 | 15,037人                                        |  |
| 1990年 | 14,215人                                        |  |
| 1995年 | 13,378人                                        |  |
| 2000年 | 12,387人                                        |  |
| 2005年 | 11,643人                                        |  |
| 2010年 | 10,391人                                        |  |
| 2015年 | 9,206人                                         |  |
| 2020年 | 8,256人                                         |  |

## 歷史
在令制國時代屬於紀伊國那賀郡，江戶時代轄內大部分區域屬於高野山的領地。
1889年日本實施町村制，現在的轄區在當時分屬東野上町、小川村、下神野村、上神野村、猿川村、長谷毛原村、志賀野村、真國村、細野村共9個行政區劃，1950年代昭和大合併期間，整併為美里町和野上町兩個行政區劃。
2006年，美里町和野上町再次整併為現在的紀美野町，合併後的町名「紀美野」即是自「美里町」和「野上町」各取第一個字，再冠上舊國名「紀伊國」的首字所組合而成，同時期日文發音的漢字也可以寫成「君の町」，即「你的小鎮」的意思。

### 變遷表
| 1889年4月1日 | 1889年 - 1912年 | 1912年 - 1944年             | 1945年 - 1954年             | 1955年 - 1989年            | 1955年 - 1989年            | 1989年 - 現在                | 現在                         |
| ------------ | --------------- | --------------------------- | --------------------------- | -------------------------- | -------------------------- | ---------------------------- | ---------------------------- |
| 東野上村     | 東野上村        | 1927年1月1日 改制為東野上町 | 1927年1月1日 改制為東野上町 | 1955年4月1日 改名為野上町  | 1955年4月16日 合併為野上町 | 2006年1月1日 合併為紀美野町  | 2006年1月1日 合併為紀美野町  |
| 志賀野村     | 志賀野村        | 志賀野村                    | 志賀野村                    | 1955年4月1日 併入東野上町  | 1955年4月16日 合併為野上町 | 2006年1月1日 合併為紀美野町  | 2006年1月1日 合併為紀美野町  |
| 小川村       |                 |                             |                             |                            | 1955年4月16日 合併為野上町 | 2006年1月1日 合併為紀美野町  | 2006年1月1日 合併為紀美野町  |
| 下神野村     | 下神野村        | 下神野村                    | 下神野村                    | 下神野村                   | 1955年6月1日 合併為美里町  | 2006年1月1日 合併為紀美野町  | 2006年1月1日 合併為紀美野町  |
| 上神野村     |                 |                             |                             |                            | 1955年6月1日 合併為美里町  | 2006年1月1日 合併為紀美野町  | 2006年1月1日 合併為紀美野町  |
| 猿川村       | 猿川村          | 猿川村                      | 1951年10月1日 改名為國吉村  | 1951年10月1日 改名為國吉村 | 1955年6月1日 合併為美里町  | 2006年1月1日 合併為紀美野町  | 2006年1月1日 合併為紀美野町  |
| 長谷毛原村   |                 |                             |                             |                            | 1955年6月1日 合併為美里町  | 2006年1月1日 合併為紀美野町  | 2006年1月1日 合併為紀美野町  |
| 真國村       |                 |                             |                             |                            | 1955年6月1日 合併為美里町  | 2006年1月1日 合併為紀美野町  | 2006年1月1日 合併為紀美野町  |
| 細野村       | 細野村          | 細野村                      | 細野村                      | 細野村                     | 1957年8月1日 併入美里町    | 2006年1月1日 合併為紀美野町  | 2006年1月1日 合併為紀美野町  |
| 細野村       | 細野村          | 細野村                      | 細野村                      | 細野村                     | 1957年8月1日 併入桃山町    | 2005年11月7日 合併為紀之川市 | 2005年11月7日 合併為紀之川市 |

## 交通

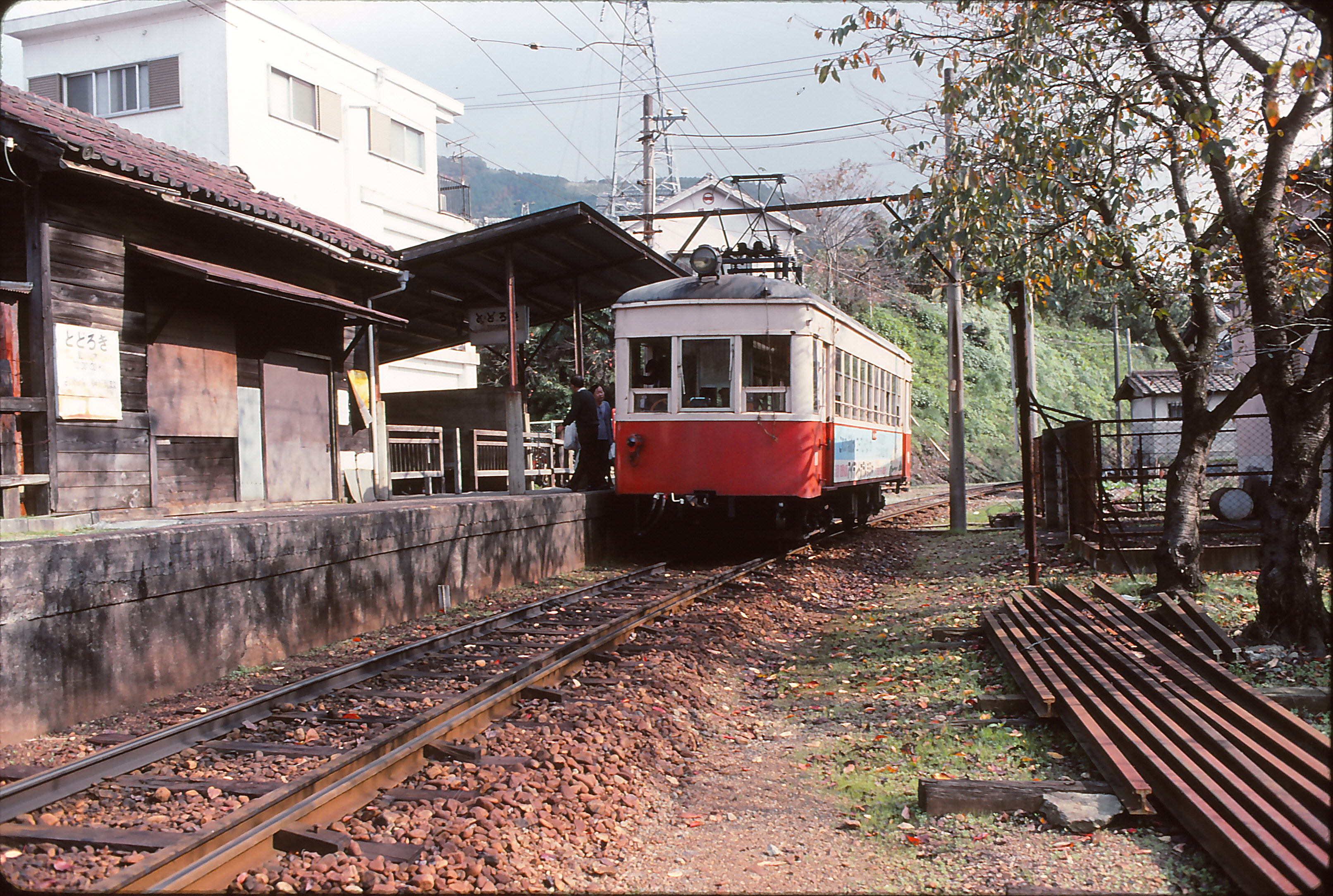
過去行駛於野上電氣軌道，停靠於動木車站的列車

目前轄內對外交通主要依賴大十巴士所經營的客運路線，町內則有也是委託大十巴士營運的社區巴士。
過去野上電氣鐵道曾經經營自海南市海南車站至轄內的野上町下佐佐地區的鐵路路線，但此條鐵路已在1994年停止營運。

### 觀光資源
在國道370號轄內赤木地區路段，往高野山方向鋪設了320公尺長的旋律道路，開車以時速40至45公里之間的速度通過此路段，可以聽到車輛輪胎與地面磨擦產生仰望夜空的星辰的旋律。

## 教育

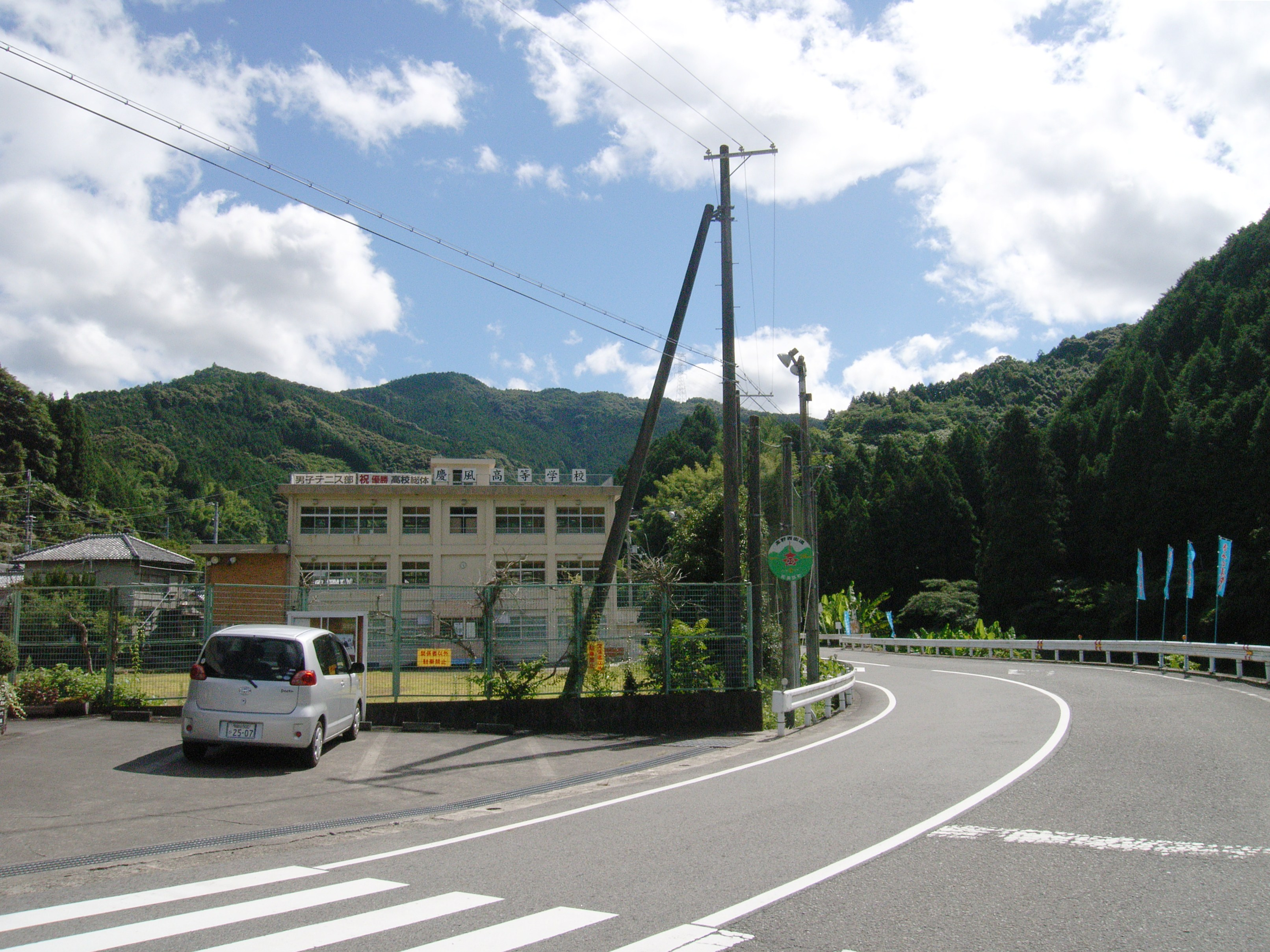
慶風高等學校

國去轄內最多時曾經有多達兩間高中（一所分校）、三間初中、九間小學（一間分校），但從1990年代開始即陸續整併，目前僅剩下兩間初中、三間小學，公立高中雖然已與位於海南市的和歌山縣立海南高等學校整併，但仍保留了校區，作為獨立校區繼續招生。而町內也利用遭廢校的小學校舍，供民間設立了以函授為主的慶風高等學校以及藝術創造為特色的天勤創造藝術高等學校。

## 外部連結
- （日語） 紀美野町觀光協會 （页面存档备份，存于）